# لوسین سرگی
لوسین سرگی (انگلیسی: Lucien Sergi؛ زادهٔ ۲۰ سپتامبر ۱۹۷۱) بازیکن فوتبال اهل فرانسه است.